# Ca l'Alegre de Baix
Ca l'Alegre de Baix o Ca n'Alegre era una masia situada al mig del que ara és la plaça de Lesseps, a Gràcia. Actualment, subsisteixen en un lateral de la plaça, a la cantonada de la Travessera de Dalt amb el carrer de Pérez Galdós, tres grans palmeres que hi havien estat plantades el 1913 i que han pogut sobreviure a les successives reformes.

## Història
Es va construir l'any 1688, poc després de l'edificació del convent –avui desaparegut– i de l'església de Santa Maria de Gràcia i Sant Josep, coneguda popularment com els Josepets. Estava situada sota la finca de la Torre del Vidrier, per damunt de l'actual plaça, i a prop del terreny anomenat «dels Ametllers», que s'estenia cap a l'est per sota de la Travessera de Dalt. Així doncs, formava part del primer nucli habitat de Gràcia, i els noms antics d'alguns carrers de l'entorn –de l'Hort (després Velázquez) i del Camp (després Pérez Galdós)– trasllueixen el passat rural del paratge. Fora del terreny de la masia hi havia la capella de Sant Onofre, seguida d'un nucli de cases del segle xviii i un seguit de xiprers que arribaven fins als Josepets.
No se’n coneix amb precisió la propietat inicial, però se sap que després de la Guerra de Successió era dels Clariana. Fou en aquests anys que adquirí la finca Miquel Alegre, origen del nom amb què es conegué després el mas. Cap al 1900, la casa passà a mans del senyor Riba García, un comerciant de teixits, que en feu ús com a casa d'estiueig. Tenia com a masovers el matrimoni Juvillà, fins que passaren a ser llogaters del nou propietari, un funcionari municipal que va anar desprenent-se de terrenys de manera progressiva mentre s'urbanitzava l'indret.
Amb el pas dels anys i les transformacions de la plaça, el mas s'anava enderrocant en etapes successives. En perllongar el carrer de Pérez Galdós per comunicar-lo amb l'avinguda de Valcarca, es reduïren els terrenys de la masia; el 1908, se n'escapçà la meitat i s'aixecà una paret que la separava dels nous carrers. Els anys 1928 i 1934 hi hagué més destruccions parcials, que inclogueren la capella. Finalment, la masia fou enderrocada el 1958 amb la urbanització de la plaça Lesseps.

El Calaix de sastre de Rafael d'Amat i Cortada, Baró de Maldà, en esmentar les cases més importants al voltant de l'església dels Josepets, s'hi refereix: «Las més visibles son: las del Verey o d'amat [sic], la de la Fontana, la d'en Simó, las dos de don Miquel Alegre […] Una de las dos torres o casas de camp de don Miquel y don Mariano Alegre, pare y fill, és al costat de la iglesia y convent de Gràcia, mediant la riera de pujada al lloch de Sant Genís...»

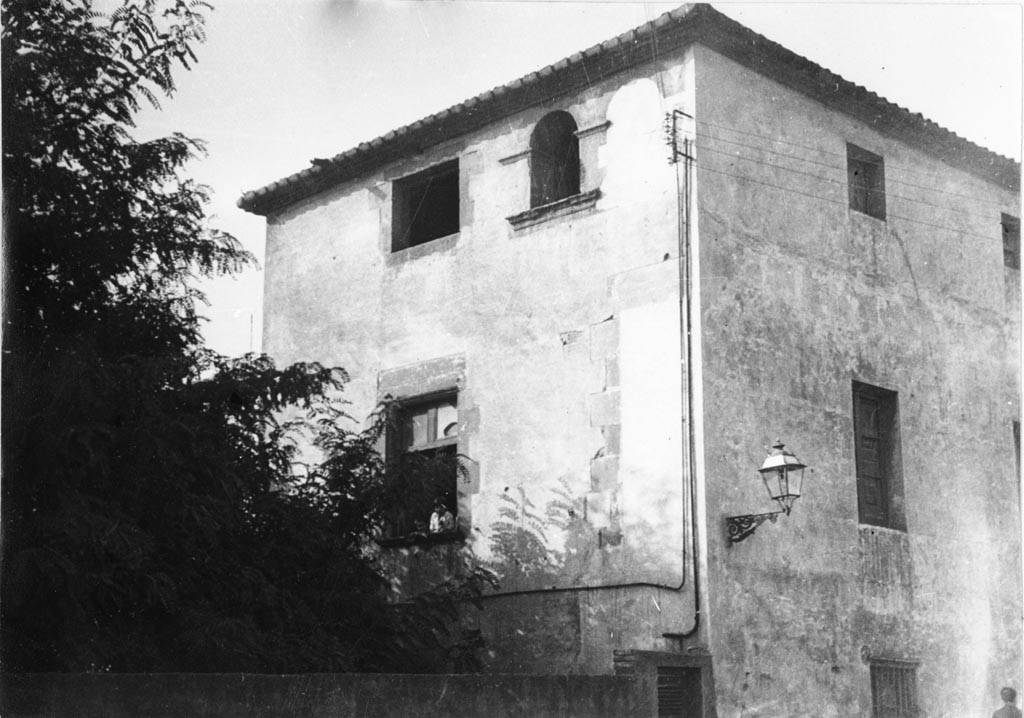
Vista parcial de Ca n'Alegre, en una imatge de 1926

## Descripció
La finca, de grans dimensions (tenia una extensió de 13,5 mujades, corresponents a uns 66.000 m²) i dedicada a la producció agrícola, era travessada per un rierol procedent de la riera de Vallcarca, que formava un meandre entre el mas i el convent, i flanquejades pel Torrent de l'Olla. L'aigua es recollia en una gran bassa, voltada de xiprers.

Com en d'altres cases agrícoles de la zona tenia la façana principal orientada a mar i un gran portal donava accés al pati del mas. La planta baixa, destinada als masovers, acollia la dedicació rural, mentre que la planta principal era la residència dels senyors, que hi passaven part de l'any. Més amunt encara hi havia les golfes. A la banda est de l'edifici hi havia adossada una petita capella renaixentista. A la terrassa, l'era i el jardí, s'hi havien celebrat ballades per la festivitat de Sant Isidre Llaurador, al mes de maig.

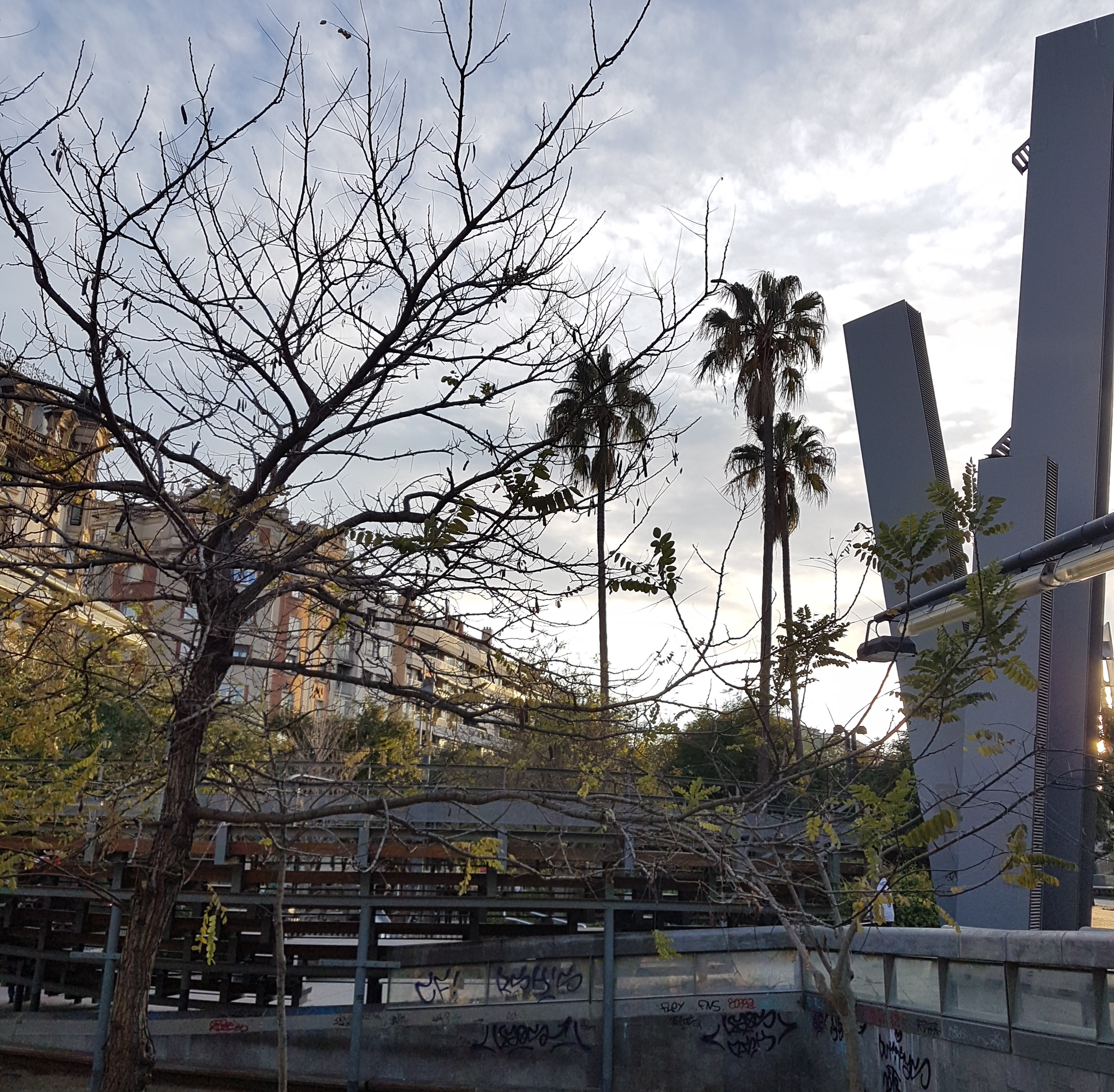
Espai de la plaça de Lesseps on es trobava la masia, amb les tres palmeres que la sobreviuen

## Enllaços exterms
- «La Plaça Lesseps a través del temps. L'evolució de l'espai urbà».   Associació de Veïns i Comerciants de la Plaça Lesseps. Grup de treball d'Itineraris Geogràfics. Col·lecció cartogràfica i edició a cura de Xavier Muñoz i Torrent.
- «Una plaça imponent com a llindar de quatre barris de la ciutat».   betevé, 24-11-2016.